# ادوارد ایسابکیان
ادوارد همایاکی ایسابکیان (ارمنی: Էդուարդ Հմայակի Իսաբեկյան؛ انگلیسی: Eduard Isabekyan؛ ۸ نوامبر ۱۹۱۴ – ۱۷ اوت ۲۰۰۷) نقاش اهل ارمنستان بود. وی بنیانگذار سبک ترکیب موضوعی در ارمنستان بود.

## زندگی‌نامه
وی در ۸ نوامبر ۱۹۱۴ در ایغدیر، در ناحیه سورمالو فرمانداری ایروان به دنیا آمد و در بین سال‌های ۱۹۳۵ تا ۱۹۴۱ در آکادمی هنری دولتی تفلیس تحصیل نمود. وی همچنین برنده جوایزی همچون نشان مسروپ ماشتوتس و شهروند افتخاری ایروان شد. وی در ۱۷ اوت ۲۰۰۷ در سن ۹۲ سالگی در ایروان درگذشت و در پانتئون کومیتاس به خاک سپرده شد.

## زندگی شخصی
وی با آرپنیک نالباندیان ازدواج نمود و این زوج صاحب یک پسر به نام آرام ایسابکیان شدند.

## جوایز
- Honored worker of arts (۱۹۵۶)
- نقاش مردمی ارمنستان شوروی (۱۹۶۳)
- نشان مسروپ ماشتوتس (۲۰۰۱)
- شهروند افتخاری ایروان (۲۰۰۲)
- نشان ساهاک مقدس-مسروپ مقدس (۲۰۰۴)

## نگارخانه

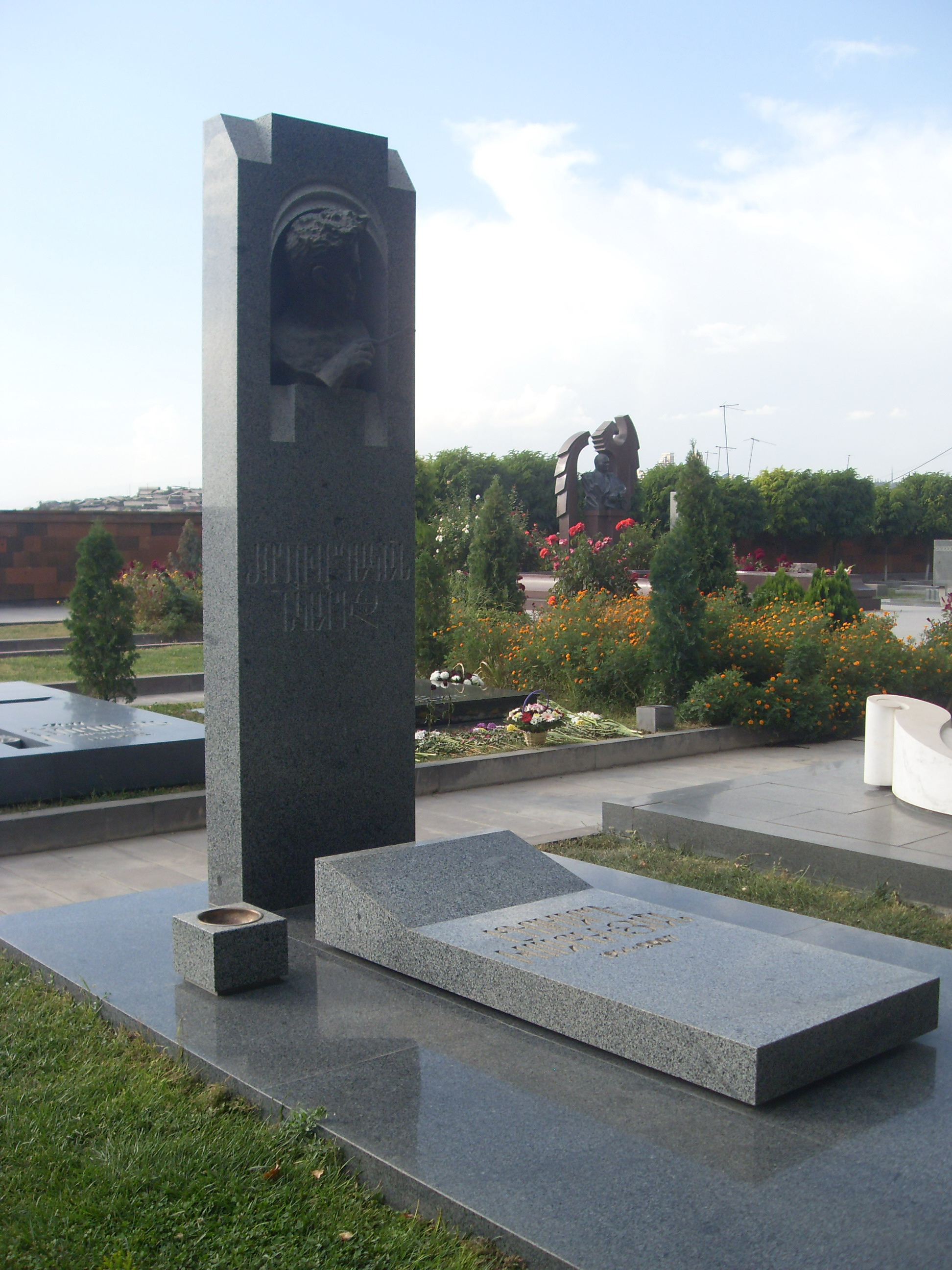
آرامگاه ادوارد ایسابکیان در پانتئون کومیتاس
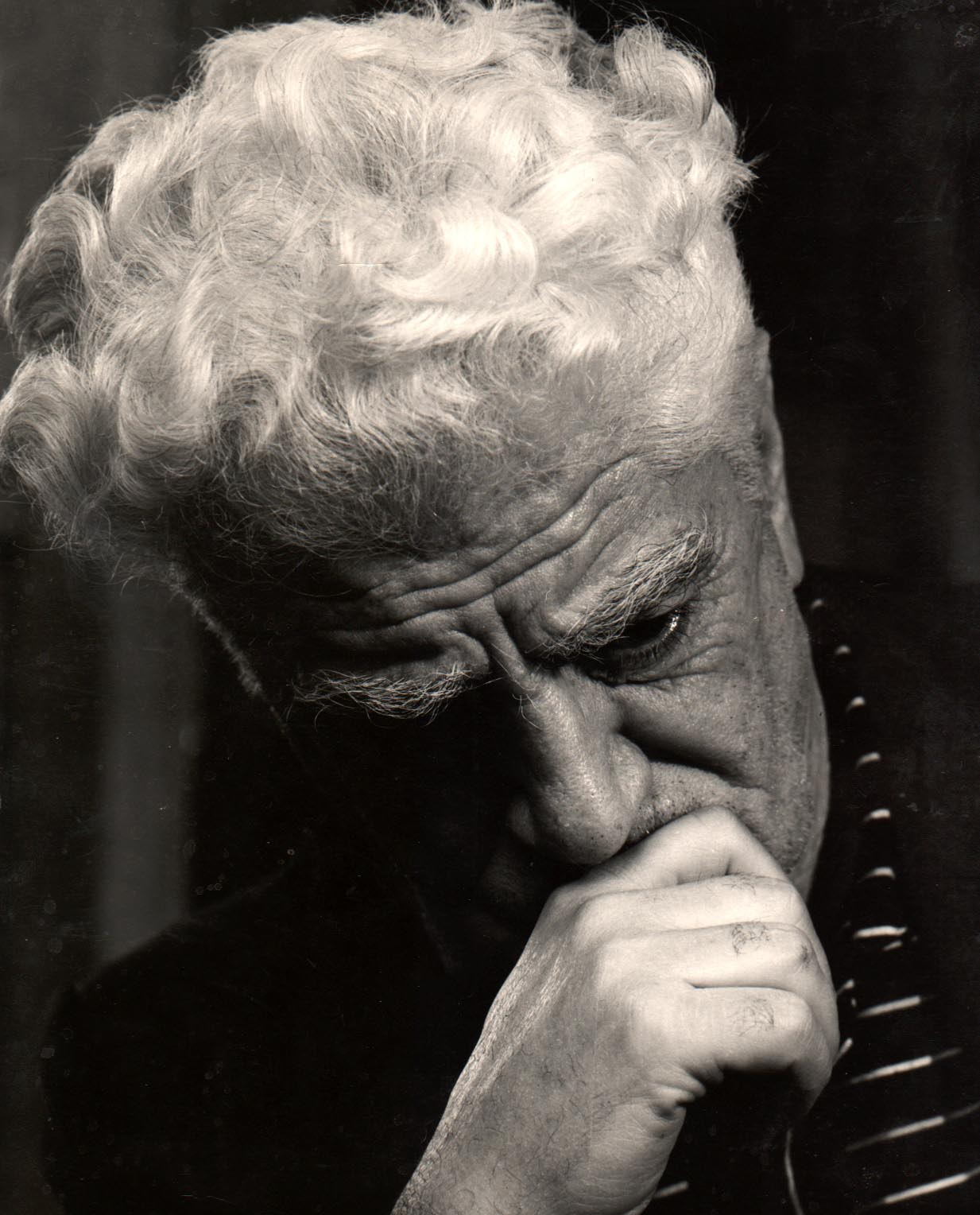
ادوارد ایسابکیان (۲۰۰۷-۱۹۱۴)
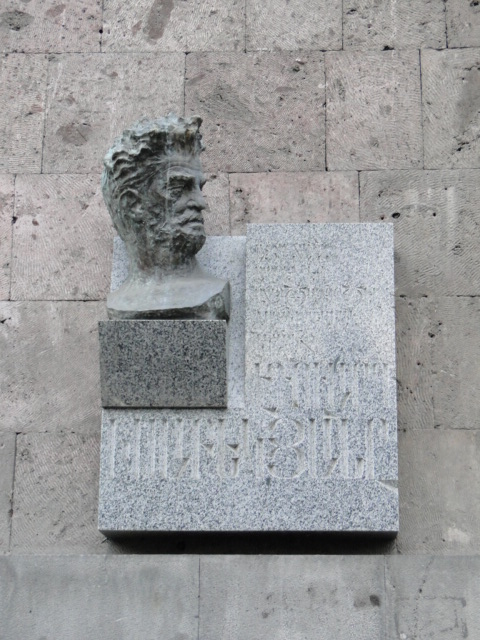
ادوارد ایسابکیان
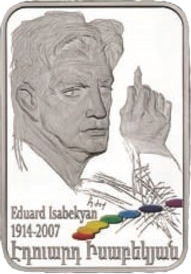